# Oberliga Schleswig-Holstein
La Oberliga Schleswig-Holstein es una de las 14 ligas regionales de fútbol que integran la Oberliga, la quinta división del fútbol alemán.

## Historia

### 1947/63
La liga fue creada el 30 de agosto de 1947 por 30 equipos divididos en 3 grupos de 10 equipos cada uno tras la ocupación británica en Alemania al finalizar la Segunda Guerra Mundial como la segunda categoría, solamente por detrás de la Oberliga Nord, en la que el campeón de la liga tenía posibilidad de ascender a la primera división.
En 1948 la liga cambia su nombre a Landesliga Schleswig-Holstein y pasa a ser un grupo de 12 equipos, descendiendo los dos últimos lugares. Para 1951 aumenta a 16 equipos y en 1954 cambia su nombre a Amateurliga Schleswig-Holstein.

### 1963/74
En 1963 aparece la Bundesliga como la nueva primera división, desaparece la Oberliga Nord y aparece la Regionalliga Nord como la nueva segunda división, por lo que la Amateurliga Schleswig-Holstein pasa a ser de tercera categoría. 
En 1968 la liga vuelve a llamarse Landesliga Schleswig-Holstein.

### 1974/94
En 1974 aparece la 2. Bundesliga tomando el lugar de la Regionalliga Nord, retorna la Oberliga Nord como liga de tercera división, por lo que la Landesliga Schleswig-Holstein pasa a ser de cuarta división, ahora con la diferencia de que los dos primeros lugares de la liga tenían la posibilidad de ascender a la Oberliga Nord.
Para 1978 la liga cambia su nombre a Verbandsliga Schleswig-Holstein, el cual mantendrían hasta el 2008.

### 1994/2008
En 1994 retorna la Regionalliga Nord como liga de tercera división, por lo que las ligas ubicadas por debajo de ella descienden un nivel, y la Oberliga Nord es reemplazada por dos Oberligas paralelas, mientras que la Verbandsliga Schleswig-Holstein pasa a ser de quinta división con la diferencia de que por primera vez el campeón obtenía el ascenso directo a la Oberliga.
Para 2004 retorna la Oberliga Nord como una sola liga, mientras que la Verbandsliga Schleswig-Holstein pasa a ser de 18 equipos, y para la temporada 2007/08 pasa a ser de 19.

### Desde 2008
Al establecerse la 3. Bundesliga como la nueva tercera división del fútbol alemán, la Oberliga Nord volvió a desaparecer, la liga cambió su nombre por el de Schleswig-Holstein-Liga, manteniendo su categoría de quinta división como una de las nuevas Oberligas.

## Equipos Fundadores
Estos fueron los 30 equipos que disputaron la primera temporada de la liga en 1947:
| - Eckernförder SV - SpVgg Flensburg 08 - Husumer SV - ATSV Flensburg - Schleswig 06 - VfB Kiel - VfR Laboe - Rot-Weiß Niebüll - Schwarz-Weiß Elmschenhagen - SC Comet Kiel | - FC Kilia Kiel - Phönix Lübeck - Eutin 08 - Polizei SV Kiel - TSV Schlutup - TSV Kücknitz - TSV Mölln - VfL Oldesloe - Preetzer TSV - Oldenburger SV | - Itzehoer SV - Fortuna Glückstadt - Union Neumünster - TSV Brunsbüttelkoog - Gut-Heil Neumünster - Heider SV - Rendsburger TSV - VfR Neumünster - TuS Nortorf - VfL Kellinghusen |

## La Liga Dentro del Fútbol Alemán
| Periodo   | División | Ascenso a                           |
| --------- | -------- | ----------------------------------- |
| 1947–1963 | II       | Oberliga Nord                       |
| 1963–1974 | III      | Regionalliga Nord                   |
| 1974–1994 | IV       | Oberliga Nord                       |
| 1994–2004 | V        | Oberliga Hamburg/Schleswig-Holstein |
| 2004–2008 | V        | Oberliga Nord                       |
| 2008–     | V        | Regionalliga Nord                   |

## Ediciones Anteriores
| Temporada | Club             |
| --------- | ---------------- |
| 1947–48   | Itzehoer SV      |
| 1948–49   | Itzehoer SV      |
| 1949–50   | Itzehoer SV      |
| 1950–51   | VfB Lübeck       |
| 1951–52   | VfB Lübeck       |
| 1952–53   | VfR Neumünster   |
| 1953–54   | Itzehoer SV      |
| 1954–55   | VfB Lübeck       |
| 1955–56   | Heider SV        |
| 1956–57   | VfB Lübeck       |
| 1957–58   | Heider SV        |
| 1958–59   | Heider SV        |
| 1959–60   | Heider SV        |
| 1960–61   | Holstein Kiel II |
| 1961–62   | Heider SV        |
| 1962–63   | Heider SV        |
| 1963–64   | VfL Bad Oldesloe |
| 1964–65   | Itzehoer SV      |
| 1965–66   | VfR Neumünster   |
| 1966–67   | Phönix Lübeck    |
| 1967–68   | SV Friedrichsort |
| 1968–69   | VfB Kiel         |
| 1969–70   | SV Friedrichsort |

| Temporada | Club                     |
| --------- | ------------------------ |
| 1970–71   | Rendsburger TSV          |
| 1971–72   | Rendsburger TSV          |
| 1972–73   | SpVgg Flensburg 08       |
| 1973–74   | SpVgg Flensburg 08       |
| 1974–75   | VfB Lübeck               |
| 1975–76   | VfR Neumünster           |
| 1976–77   | VfB Lübeck               |
| 1977–78   | Phönix Lübeck            |
| 1978–79   | NTSV Strand 08           |
| 1979–80   | VfR Neumünster           |
| 1980–81   | Eutin 08                 |
| 1981–82   | Blau-Weiß Friedrichstadt |
| 1982–83   | Heider SV                |
| 1983–84   | NTSV Strand 08           |
| 1984–85   | Itzehoer SV              |
| 1985–86   | Itzehoer SV              |
| 1986–87   | VfB Lübeck               |
| 1987–88   | TuS Hoisdorf             |
| 1988–89   | VfB Lübeck               |
| 1989–90   | VfB Lübeck               |
| 1990–91   | VfB Kiel                 |
| 1991–92   | VfB Lübeck               |
| 1992–93   | VfB Lübeck               |

| Temporada | Club                |
| --------- | ------------------- |
| 1993–94   | Holstein Kiel II    |
| 1994–95   | TSV Nord Harrislee  |
| 1995–96   | TSB Flensburg       |
| 1996–97   | TSV Altenholz       |
| 1997–98   | TuS Felde           |
| 1998–99   | Eichholzer SV       |
| 1999–00   | VfR Neumünster      |
| 2000–01   | Husumer SV          |
| 2001–02   | Holstein Kiel II    |
| 2002–03   | FT Eider Büdelsdorf |
| 2003–04   | VfB Lübeck II       |
| 2004–05   | Itzehoer SV         |
| 2005–06   | SV Henstedt-Rhen    |
| 2006–07   | TSV Kropp           |
| 2007–08   | Holstein Kiel II    |
| 2008–09   | Holstein Kiel II    |
| 2009–10   | Holstein Kiel II    |
| 2010–11   | VfR Neumünster      |
| 2011–12   | VfR Neumünster      |
| 2012–13   | SV Eichede          |
| 2013–14   | VfB Lübeck          |
| 2014-15   | TSV Schilksee       |

- En Negrita los equipos que ascendieron.
- En 1957, el subcampeón Phönix Lübeck también ascendió
- En 1959, el subcampeón VfB Lübeck también ascendió
- En 1962, el subcampeón VfB Lübeck también ascendió
- En 1963, el subcampeón SV Friedrichsort también ascendió
- En 1968 y 1970, el subcampeón Heider SV también ascendió
- En 1990, el subcampeón Eutin 08 también ascendió
- En 1994, los ocho primeros lugares de la liga ascendieron a la nueva Oberliga Hamburg/Schleswig-Holstein
- En 1995, el subcampeón VfR Neumünster también ascendió
- En 1998, el subcampeón Phönix Lübeck también ascendió
- En 1999, el subcampeón TSV Lägerdorf también ascendió
- En 2001, el segundo y tercer lugar de la liga, SpVgg Flensburg 08 y FC Kilia Kiel también ascendieron
- En 2002, el subcampeón TSB Flensburg también ascendió
- En 2003, el subcampeón TSV Kropp también ascendió
- En 2005, el subcampeón TSV Kropp también ascendió
- En 2012, el subcampeón ETSV Weiche también ascendió